# 増田忠俊
増田 忠俊（ますだ ただとし、1973年12月25日 - ）は、静岡県庵原郡蒲原町（現 静岡市清水区蒲原）出身の元プロサッカー選手。現役時代のポジションはミッドフィールダー（MF）。元日本代表。PRISM所属。

## 経歴
1992年に静岡学園高校から創立直後の鹿島アントラーズに加入。1994年からトップチームで出場するようになり、ドリブルや二列目からの飛び出し等、チャンスメーカーとして活躍。多くのタイトル獲得に貢献した。また1998年には日本代表に選出され、2月19日のオーストラリア戦で代表デビューを飾った。また3月4日のダイナスティカップの香港選抜戦に出場、前半40分に得点を決めている（相手が選抜チームのため、国際Aマッチ得点とは認められず）。しかし同年8月、Jリーグ1st第17節広島戦で右両下腿骨を複雑骨折。長期のリハビリを経て翌1999年9月に復帰した。
2000年は開幕からコンディションを維持していたが、試合終盤に入ってからの途中出場ばかりで（小笠原満男との交代が多かった） 持ち味を発揮する間が無かったことから、自身の向上のため 移籍を決意。
2000年6月よりFC東京へ期限付き移籍。シーズン途中、しかも自身初の移籍だったが、同じく鹿島から移籍加入した内藤就行の存在もあって早々とチームにフィット。負傷欠場した佐藤由紀彦に代わって右サイドハーフに配されると、的確なボール保持で 中盤のアクセントとなり 攻撃のリズムを変えるオプションとして貢献。右サイドバック内藤との好連携も見せた。大熊清監督からは、突破力では佐藤に劣るもののFWへのパスによるチャンスメイクで勝ると評価され、相手の出方や味方FWの調子を加味して使い分けられた。2001年に完全移籍加入したが、この年は佐藤が重用されたために出場機会を減らした。
2002年、ジェフユナイテッド市原へ完全移籍。4年ぶりとなるリーグ戦複数得点を挙げた。2003年からは柏レイソルへ移籍加入。3シーズン奮戦を続けたが、チームは2005年にJ2降格を喫し同年限りで退団。
2006年、大分トリニータに移籍。20歳頃から続いていた という腰痛に苦しめられる中でも 試合に向けて念入りに調整し、チーム最年長選手としてサッカーへ取り組む姿勢を若手選手へ示した。同年11月20日に現役引退を表明。
2007年3月から、スーパーJチャンネルおおいたのコーナーで大分トリニータの試合分析を行った他、大分トリニータスクールコーチ、CSのサッカー中継（主に大分銀行ドーム開催試合を担当）解説者などを務めている。
2008年3月よりHOYO Atletico ELAN（現：ヴェルスパ大分）の監督に就任したが、翌2009年9月に成績不振を理由に退任した。
2014年、自身が代表を務めるサッカースクール「M.S.S.」を発足。

## 所属クラブ
- 蒲原町立蒲原西小学校[16]
- 蒲原町立蒲原中学校[3]
- 静岡学園高等学校
- 1992年 - 2000年 鹿島アントラーズ
  - 2000年6月 - 同年12月 FC東京 (期限付き移籍)
- 2001年 FC東京
- 2002年 ジェフユナイテッド市原
- 2003年 - 2005年 柏レイソル
- 2006年 大分トリニータ

## 個人成績
| 国内大会個人成績 | 国内大会個人成績 | 国内大会個人成績 | 国内大会個人成績 | 国内大会個人成績 | 国内大会個人成績 | 国内大会個人成績 | 国内大会個人成績 | 国内大会個人成績 | 国内大会個人成績 | 国内大会個人成績 | 国内大会個人成績 |
| 年度             | クラブ           | 背番号           | リーグ           | リーグ戦         | リーグ戦         | リーグ杯         | リーグ杯         | オープン杯       | オープン杯       | 期間通算         | 期間通算         |
| 年度             | クラブ           | 背番号           | リーグ           | 出場             | 得点             | 出場             | 得点             | 出場             | 得点             | 出場             | 得点             |
| 日本             | 日本             | 日本             | 日本             | リーグ戦         | リーグ戦         | リーグ杯         | リーグ杯         | 天皇杯           | 天皇杯           | 期間通算         | 期間通算         |
| ---------------- | ---------------- | ---------------- | ---------------- | ---------------- | ---------------- | ---------------- | ---------------- | ---------------- | ---------------- | ---------------- | ---------------- |
| 1992             | 鹿島             | -                | J                | -                | -                | 0                | 0                | 0                | 0                | 0                | 0                |
| 1993             | 鹿島             | -                | J                | 0                | 0                | 0                | 0                | 0                | 0                | 0                | 0                |
| 1994             | 鹿島             | -                | J                | 26               | 6                | 1                | 0                | 0                | 0                | 27               | 6                |
| 1995             | 鹿島             | -                | J                | 35               | 6                | -                | -                | 4                | 1                | 39               | 7                |
| 1996             | 鹿島             | -                | J                | 29               | 4                | 13               | 1                | 3                | 1                | 45               | 6                |
| 1997             | 鹿島             | 14               | J                | 23               | 5                | 10               | 3                | 5                | 2                | 38               | 10               |
| 1998             | 鹿島             | 14               | J                | 16               | 4                | 4                | 3                | 0                | 0                | 20               | 7                |
| 1999             | 鹿島             | 14               | J1               | 5                | 2                | 3                | 0                | 2                | 0                | 10               | 2                |
| 2000             | 鹿島             | 14               | J1               | 14               | 0                | 0                | 0                | -                | -                | 14               | 0                |
| 2000             | FC東京           | 13               | J1               | 13               | 1                | 2                | 0                | 1                | 0                | 16               | 1                |
| 2001             | FC東京           | 18               | J1               | 10               | 0                | 2                | 0                | 1                | 0                | 13               | 0                |
| 2002             | 市原             | 15               | J1               | 14               | 2                | 6                | 2                | 4                | 1                | 24               | 5                |
| 2003             | 柏               | 12               | J1               | 13               | 0                | 4                | 0                | 2                | 0                | 19               | 0                |
| 2004             | 柏               | 12               | J1               | 19               | 2                | 3                | 0                | 0                | 0                | 22               | 2                |
| 2005             | 柏               | 12               | J1               | 15               | 0                | 3                | 1                | 1                | 0                | 19               | 1                |
| 2006             | 大分             | 14               | J1               | 3                | 0                | 4                | 0                | 0                | 0                | 7                | 0                |
| 通算             | 日本             | 日本             | J1               | 235              | 32               | 55               | 10               | 23               | 5                | 313              | 47               |
| 総通算           | 総通算           | 総通算           | 総通算           | 235              | 32               | 55               | 10               | 23               | 5                | 313              | 47               |

その他の公式戦
- 1996年
  - サントリーカップ 2試合0得点
- 1997年
  - Jリーグチャンピオンシップ 2試合0得点
- 1998年
  - スーパーカップ 1試合0得点
- 2004年
  - J1・J2入れ替え戦 2試合0得点
- 2005年
  - J1・J2入れ替え戦 1試合0得点

国際大会
- アジアクラブ選手権 7試合1得点

## タイトル

### クラブ
鹿島アントラーズ
- J1リーグ：1996年、1998年
  - 1stステージ：1993年、1997年
  - 2ndステージ：1998年
- Jリーグカップ：1997年
- 天皇杯 JFA 全日本サッカー選手権大会：1997年
- FUJI XEROX SUPER CUP：1997年、1998年、1999年

## 代表歴
- 日本代表
  - 国際Aマッチ 初出場: 1998年2月15日 vs オーストラリア

### 試合数
- 国際Aマッチ 1試合 0得点[15] (1998年)

| 日本代表 | 国際Aマッチ | 国際Aマッチ | その他 | その他 | 期間通算 | 期間通算 |
| 年       | 出場        | 得点        | 出場   | 得点   | 出場     | 得点     |
| -------- | ----------- | ----------- | ------ | ------ | -------- | -------- |
| 1998     | 1           | 0           | 2      | 0      | 3        | 0        |
| 通算     | 1           | 0           | 2      | 0      | 3        | 0        |

### 出場
| No. | 開催日         | 開催都市   | スタジアム | 対戦相手       | 結果 | 監督     | 大会         |
| --- | -------------- | ---------- | ---------- | -------------- | ---- | -------- | ------------ |
| 1.  | 1998年02月15日 | アデレード |            | オーストラリア | ○3-0 | 岡田武史 | 国際親善試合 |

## 指導歴
- 大分トリニータ スクールコーチ
- 2007年 - 2009年9月 HOYO Atletico ELAN
  - 2007年 - 2008年3月 コーチ
  - 2008年 - 2009年9月 監督
- 大平山AFC 特別コーチ[19]
- FUT6 テクニカルコーチ[20]